# Sieg (Windeck)
Sieg war ein Ortsteil der Gemeinde Windeck im Rhein-Sieg-Kreis. Es bildet heute einen Teil von Rosbach.

## Lage
Sieg liegt im Siegtal am südlichen Ufer, südlich verläuft die Siegstrecke. Ehemalige Nachbarorte waren Hundenborn im Südosten, Rüddel im Süden und Rosbach selbst im Nordwesten.

## Geschichte
Sieg gehörte zum Kirchspiel Rosbach und zeitweise zur Bürgermeisterei Dattenfeld.
1830 hatte Sieg 44 Einwohner.
1845 hatte der Weiler 73 Einwohner in zwölf Häusern, einen Katholiken, 68 evangelische und vier jüdische. 1863 waren es 76 Personen. 1888 gab es 55 Bewohner in zwölf Häusern.
1962 waren es 48 Einwohner, 1976 53.